# Космос 772
Космос 772 е съветски безпилотен космически кораб от типа „Союз 7К-С“.

## Предистория
Това е кораб № 2L от модификацията Союз С. Това е втори тестов полет за изпитания на системите на модификацията, предвидена за самостоятелни полети и за обслужване на орбитални космически станции.

## Полет
Целта на този полет е изпитания на нов космически кораб „Союз“ от тип „7K-С“, предназначен за военни самостоятелни мисии. Преди старта програмата е вече отменена и полетът е извършен като безпилотен технологичен тест. Опитът, натрупан от този и следващите два за модификацията, се взема предвид при развитието на наследника на тази модификация – космическия кораб „Союз Т (7K-ST)“.